# Xã Liscomb, Quận Marshall, Iowa
Xã Liscomb (tiếng Anh: Liscomb Township) là một xã thuộc quận Marshall, tiểu bang Iowa, Hoa Kỳ. Năm 2010, dân số của xã này là 274 người.